# Adam Savage
Adam Savage (Nova York, 15 de juliol de 1967) és un dissenyador industrial, dissenyador d'efectes especials, actor i presentador de televisió estatunidenc.
Criat al Comtat de Westchester, Nova York, és co-conductor al costat de Jamie Hyneman del programa de televisió MythBusters al Discovery Channel. Abans de protagonitzar aquest programa, va passar deu anys com a artista en efectes especials per a companyies com ara Industrial Light And Magic, Warner Bros. i Disney. Va treballar en pel·lícules com Star Wars, episodis I i II, les seqüeles de The Matrix, L'Home Bicentenari, Artificial Intelligence: A.I., Space cowboys, entre d'altres.